# 토도 (여수시)

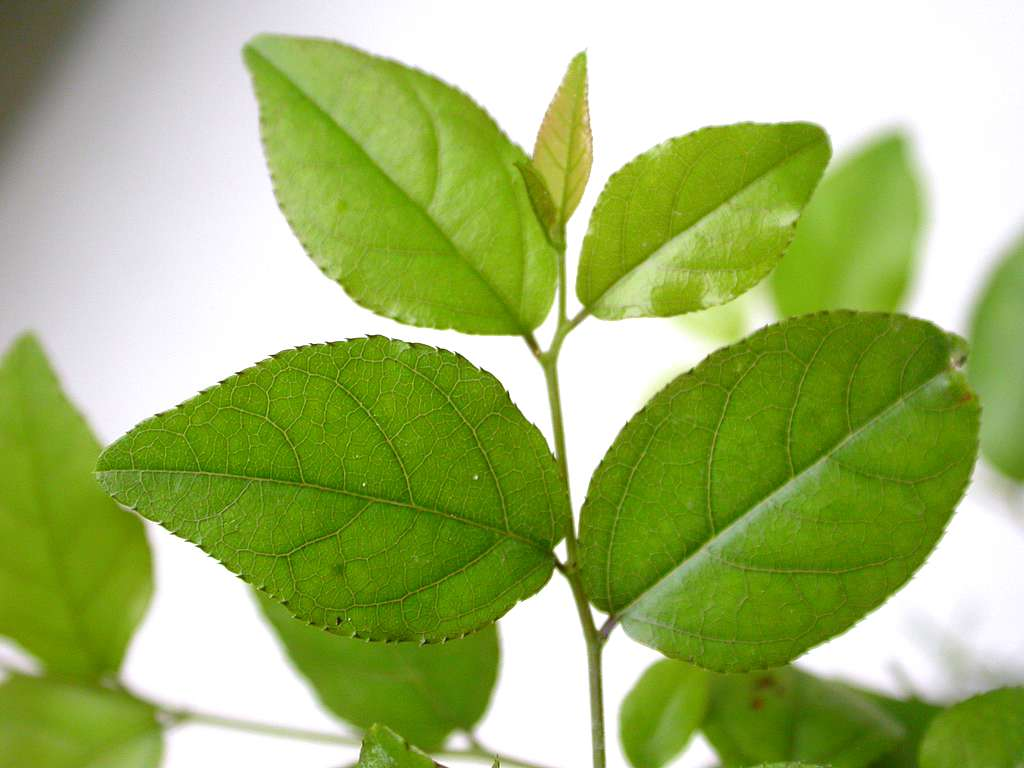
상동나무

토도(兎島)는 전라남도 여수시 화정면 낭도리에 있는 섬이다. '증도'라고도 부른다. 2011년 7월 13일 환경부장관이 특정도서로 지정·고시하였다.

## 특정도서
토도는 파식대, 해식애, 해식노치, 육계사주 등 우수한 지형·경관을 보여주고 있으며, 한국 특산종인 모밀잣밤나무가 군락으로 분포하고 돈나무 등 난대성 상록활엽수가 생육하고, 특정식물 Ⅴ등급종인 고란초, Ⅲ등급종인 상동나무, 다정큼나무, 홍도원추리, 멀꿀, 털머위가 분포하고 있어 「독도 등 도서지역의 생태계보전에 관한 특별법」에 의거 특정도서로 지정·고시되었다.
- 지정일자 : 2011년 7월 13일
- 지정번호 : 제174호
- 면적 : 37,686m2
- 지번 : 전라남도 여수시 화정면 낭도리 산344